# Philiscus van Thessalië
Philiscus van Thessalië (Oudgrieks: Φιλίσκος, Philískos) was een sofist uit Thessalië in de 3e eeuw n.Chr.
Hij muntte uit door zuiverheid en gemakkelijkheid van uitdrukking, doch was, naar sofistische aard, trots en aanmatigend. Hij zou op voorspraak van Julia Domna zijn benoemd op de keizerlijke leerstoel voor welsprekendheid te Athene.
Hij stierf te Athene, 67 jaar oud.

## Referentie
- art. Philiscus (4), in F. Lübker - trad. ed. J.D. Van Hoëvell, Classisch Woordenboek van Kunsten en Wetenschappen, Rotterdam, 1857, p. 738.